# South Pittsburg
South Pittsburg – miasto w Stanach Zjednoczonych, w stanie Tennessee, w hrabstwie Marion.